# Lech Borowiec
Lech Edward Borowiec (ur. 24 listopada 1952 w Jarocinie) – polski zoolog specjalizujący się w koleopterologii i myrmekologii, profesor tytularny w Zakładzie Bioróżnorodności i Taksonomii Ewolucyjnej Wydziału Nauk Biologicznych Uniwersytetu Wrocławskiego.

## Życiorys
Uzyskał stopień doktora habilitowanego, a 20 marca 1992 nadano mu tytuł profesora w zakresie nauk przyrodniczych. Objął funkcję prezesa i wiceprezesa Polskiego Towarzystwa Taksonomicznego.
Został zatrudniony na stanowisku profesora zwyczajnego w Instytucie Zoologicznym, a także w Katedrze Bioróżnorodności i Taksonomii Ewolucyjnej na Wydziale Nauk Biologicznych Uniwersytetu Wrocławskiego. 10 marca 2020 roku w Auli Błękitnej Uniwersytetu Opolskiego nadano profesorowi doktorat honoris causa tejże uczelni. Od 2007 roku prowadzi witrynę internetową Iconographia Coleopterorum Poloniae, która prezentuje fotografie większości polskich gatunków chrząszczy.
W 2022 został odznaczony Krzyżem Oficerskim Orderu Odrodzenia Polski.

## Kariera
- styczeń 1978 – wrzesień 1978 – biolog, Akademia Medyczna we Wrocławiu
- październik 1978 – październik 1979 – studia doktoranckie, Uniwersytet Wrocławski, Instytut Zoologiczny
- listopad 1979 – wrzesień 1992 – asystent, adiunkt i docent, Katedra Zoologii, Akademia Rolnicza we Wrocławiu
- październik 1992 – wrzesień 1993 – adiunkt, Uniwersytet Wrocławski, Instytut Zoologiczny
- Od października 1993 – profesor nadzwyczajny, profesor zwyczajny, profesor tytularny Uniwersytetu Wrocławskiego[7]

## Publikacje (wybór)
- 1987: The genera of seed-beetles (Coleoptera, Bruchidae)[8]
- 1994: A monograph of the Afrotropical Cassidinae (Coleoptera: Chrysomelidae). Part I. Introduction, morphology, key to the genera, and reviews of the tribes Epistictinini, Basiprionotini and Aspidimorphini (except the genus Aspidimorpha). Genus (suppl.)[8]
- 1997: A monograph of the Afrotropical Cassidinae (Coleoptera: Chrysomelidae). Part II. Revision of the tribe Aspidimorphini 2, the genus Aspidimorpha Hope. Genus (suppl.)[1][8]
- 1999: A world catalogue of the Cassidinae (Coleoptera: Chrysomelidae)[8]
- 2002: A monograph of the Afrotropical Cassidinae (Coleoptera: Chrysomelidae). Part III. Revision of the tribe Cassidini 1, except the genera Aethiopocassis Sp., Cassida L., and Chiridopsis Sp. Genus[8]
- 2011: The Tortoise beetles of Madagascar (Coleoptera: Chrysomelidae: Cassidinae). Part 1: Basiprionotini, Aspidimorphini and Cassidini (except the genus Cassida) (z Jolantą Świętojańską)[8]
- 2013: The Tortoise beetles of Madagascar (Coleoptera: Chrysomelidae: Cassidinae). Part 2: Cassidini, the genus Cassida (z Jolantą Świętojańską)[8]
- 2014: Cassidinae Gyllenhal, 1813. W: R. A.B. Leschen, R. G. Beutel (ed.): Handbook of Zoology, Arthropoda, Insecta, Coleoptera, Beetles. Vol. 3: Morphology and Systematics (Phytophaga) (z Jolantą Świętojańską)[8]
- 2015: Synopsis of adventive species of Coleoptera (Insecta) recorded from Canada. Part 3: Cucujoidea (współautor)[8]
- 2017: Synopsis of adventive species of Coleoptera (Insecta) recorded from Canada. Part 4: Scarabaeoidea, Scirtoidea, Buprestoidea, Byrrhoidea, Elateroidea, Derodontoidea, Bostrichoidea, and Cleroidea (współautor)[8]
- 2020: Synopsis of adventive species of Coleoptera (Insecta) recorded from Canada. Part 5: Chrysomeloidea (Cerambycidae, Chrysomelidae, and Megalopodidae) (współautor)[8]
- 2020: Review of ants (Hymenoptera: Formicidae) of Crete, with keys to species determination and zoogeographical remarks (współautor)[8]